# Helmut Kassner
Helmut Kassner (Dachau, 26 de diciembre de 1946) es un piloto de motociclismo alemán, que participó en el Campeonato del Mundo de Motociclismo entre 1972 y 1978. Su mejor temporada fue en 1974 donde ganó las pruebas del Gran Premio de Alemania de 1974 de 250cc y 350 cc. Esta prueba fue boicoteada por los principales pilotos del panorama mundial debido a los problemas de seguridad que tenía el circuito de Nürburgring. Es el hermano menor del también piloto de motociclismo Horst Kassner.

## Resultados
Sistema de puntuación a partir de 1969:
| Posición | 1  | 2  | 3  | 4 | 5 | 6 | 7 | 8 | 9 | 10 |
| Puntos   | 15 | 12 | 10 | 8 | 6 | 5 | 4 | 3 | 2 | 1  |

(Carreras en negrita indica pole position, carreras en cursiva indica vuelta rápida)
| Año  | Clase | Equipo    | 1       | 2      | 3       | 4       | 5      | 6      | 7      | 8       | 9       | 10      | 11      | 12      | 13     | Pts. | Pos. |
| ---- | ----- | --------- | ------- | ------ | ------- | ------- | ------ | ------ | ------ | ------- | ------- | ------- | ------- | ------- | ------ | ---- | ---- |
| 1972 | 250cc | Yamaha    | GER 12  | FRA -  | AUT -   | NAT -   | IOM 18 | YUG -  | NED -  | BEL -   | DDR -   | CZE -   | SWE -   | FIN -   | ESP -  | 0    | -    |
| 1972 | 350cc | MV Agusta | GER -   | FRA -  | AUT -   | NAT -   | IOM 13 | YUG -  | NED -  |         | DDR -   | CZE 13  | SWE -   | FIN -   | ESP -  | 0    | -    |
| 1973 | 250cc | Yamaha    | FRA DNQ | AUT -  | GER Ret |         | IOM 8  | YUG -  | NED -  | BEL -   | CZE -   | SWE -   | FIN -   | ESP -   |        | 3    | 36.º |
| 1973 | 350cc | Yamaha    | FRA 23  | AUT -  | GER 6   | NAT -   | IOM 8  | YUG -  | NED -  |         | CZE -   | SWE -   | FIN -   | ESP -   |        | 8    | 25.º |
| 1974 | 250cc | Yamaha    |         | GER 1  |         | NAT -   | IOM 12 | NED 18 | BEL 27 | SWE -   | FIN -   | CZE 20  | YUG -   | ESP -   |        | 15   | 12.º |
| 1974 | 350cc | Yamaha    | FRA -   | GER 1  | AUT 19  | NAT Ret | IOM 26 | NED 20 |        | SWE -   | FIN -   |         | YUG 14  | ESP -   |        | 15   | 14.º |
| 1974 | 500cc | Yamaha    | FRA -   | GER 2  | AUT 12  | NAT -   | IOM 6  | NED -  |        | SWE -   | FIN -   |         | YUG -   | ESP 20  |        | 17   | 12.º |
| 1975 | 250cc | Yamaha    | FRA -   | ESP -  |         | GER -   | NAT -  | IOM 8  | NED -  | BEL -   | SWE -   | FIN -   | CZE -   | YUG -   |        | 3    | 32.º |
| 1975 | 350cc | Yamaha    | FRA 20  | ESP 15 | AUT -   | GER -   | NAT -  | IOM 12 | NED 15 |         | SWE -   | FIN -   | CZE -   | YUG -   |        | 0    | -    |
| 1975 | 500cc | Yamaha    | FRA 13  |        | AUT 13  | GER 13  | NAT -  | IOM 9  | NED 11 | BEL Ret | SWE -   | FIN -   | CZE Ret | YUG -   |        | 2    | 43.º |
| 1976 | 350cc | Yamaha    | FRA DNQ | AUT -  | NAT -   | YUG -   | IOM -  | NED -  |        |         | FIN -   | CZE -   | GER Ret | ESP -   |        | 0    | -    |
| 1976 | 500cc | Suzuki    | FRA 19  | AUT 11 | NAT -   |         | IOM -  | NED 9  | BEL 10 | SWE Ret | FIN -   | CZE Ret | GER Ret | ESP -   |        | 3    | 36.º |
| 1977 | 350cc | Yamaha    | VEN -   |        | GER 11  | NAT -   | ESP -  | FRA 15 | YUG 10 | NED Ret |         | SWE -   | FIN -   | CZE Ret | GBR -  | 4    | 28.º |
| 1977 | 500cc | Suzuki    | VEN -   | AUT 4  | GER 16  | NAT DNQ |        | FRA 17 |        | NED 13  | BEL Ret | SWE Ret | FIN DNQ | CZE 10  | GBR 11 | 9    | 18.º |
| 1978 | 500cc | Suzuki    | VEN -   | ESP -  | AUT 13  | FRA -   | NAT -  | NED -  | BEL -  | SWE -   | FIN -   | GBR -   | GER -   |         |        | 0    | -    |